# Christos Papoulias
Christos Papoulias (* 19. September 1953 in Metaxourgio, Athen) ist ein griechischer Architekt.

## Leben und Werk
Christos Papoulias studierte von 1971 bis 1976 Architektur an der Università Iuav di Venezia bei Manfredo Tafuri, Carlo Scarpa und Aldo Rossi. In Paris nahm er an Lehrveranstaltungen von Michel Foucault und Roland Barthes teil. 1980 zog es ihn nach New York. Dort studierte er am Institute for Architecture and Urban Studies. Papoulias pflegte Beziehungen zu Joseph Beuys, Brice Marden, Jannis Kounellis und Juan Muñoz. Zu seinen wenigen ausgeführten Bauten gehören der Wohnsitz von Yannis Kounellis, Brice Mardens Atelierhaus auf Hydra, ein Theater und eine Galerie in Athen. Papoulias stellte 2017 auf der documenta 14 aus.